# 오바라 유이토
오바라 유이토(일본어: 小原 唯和 おばら ゆいと[*])는 일본의 배우이다.

## 생애
2017년 드라마 '당신을 그렇게까지는' 1화에서 중학생 시절의 아리시마 코우키(有島光軌)로 데뷔하였다.

## 출연작

### TV 드라마
- 기사룡전대 류소저 - 토와 / 류소우그린 역

## 영화
- 기사룡전대 류소저 THE MOVIE 타임슬립! 공룡패닉!!! - 토와 / 류소우그린 역
- 기사룡전대 류소저 VS 루팡레인저 VS 패트레인저 - 토와 / 류소우그린 역
- 마진전대 키라메이저 VS 류소저 - 토와 / 류소우그린 역